# 강태영 (희극인)
강태영(1977년 6월 5일 ~ )은 대한민국의 개그맨이다.

## 출연 작품
- 개그야 (MBC)
- 웃으면 복이와요 (MBC)